# Григорий I (папа римский)

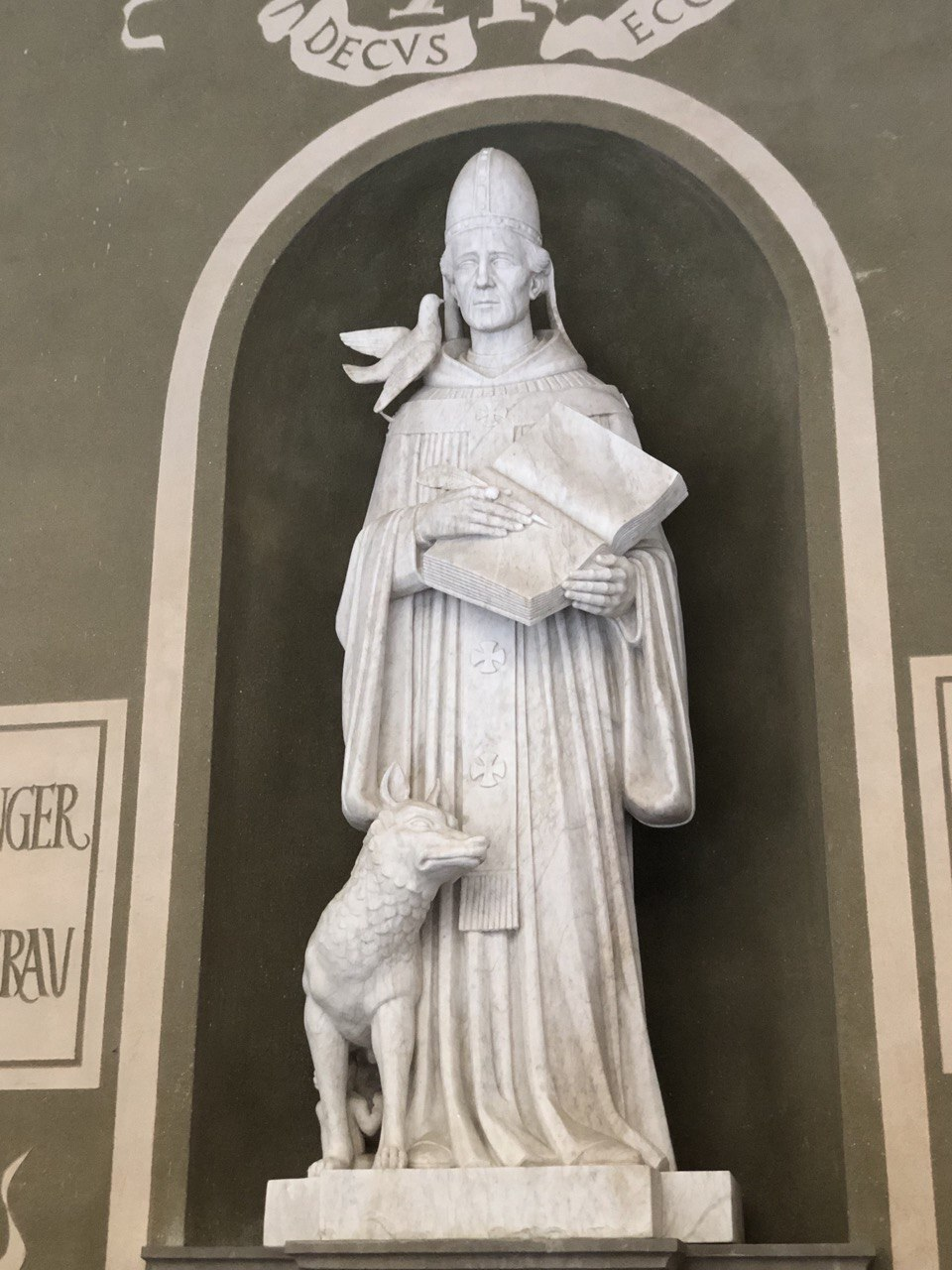
Статуя Григория Великого в монастыре на горе Монсеррат, Испания

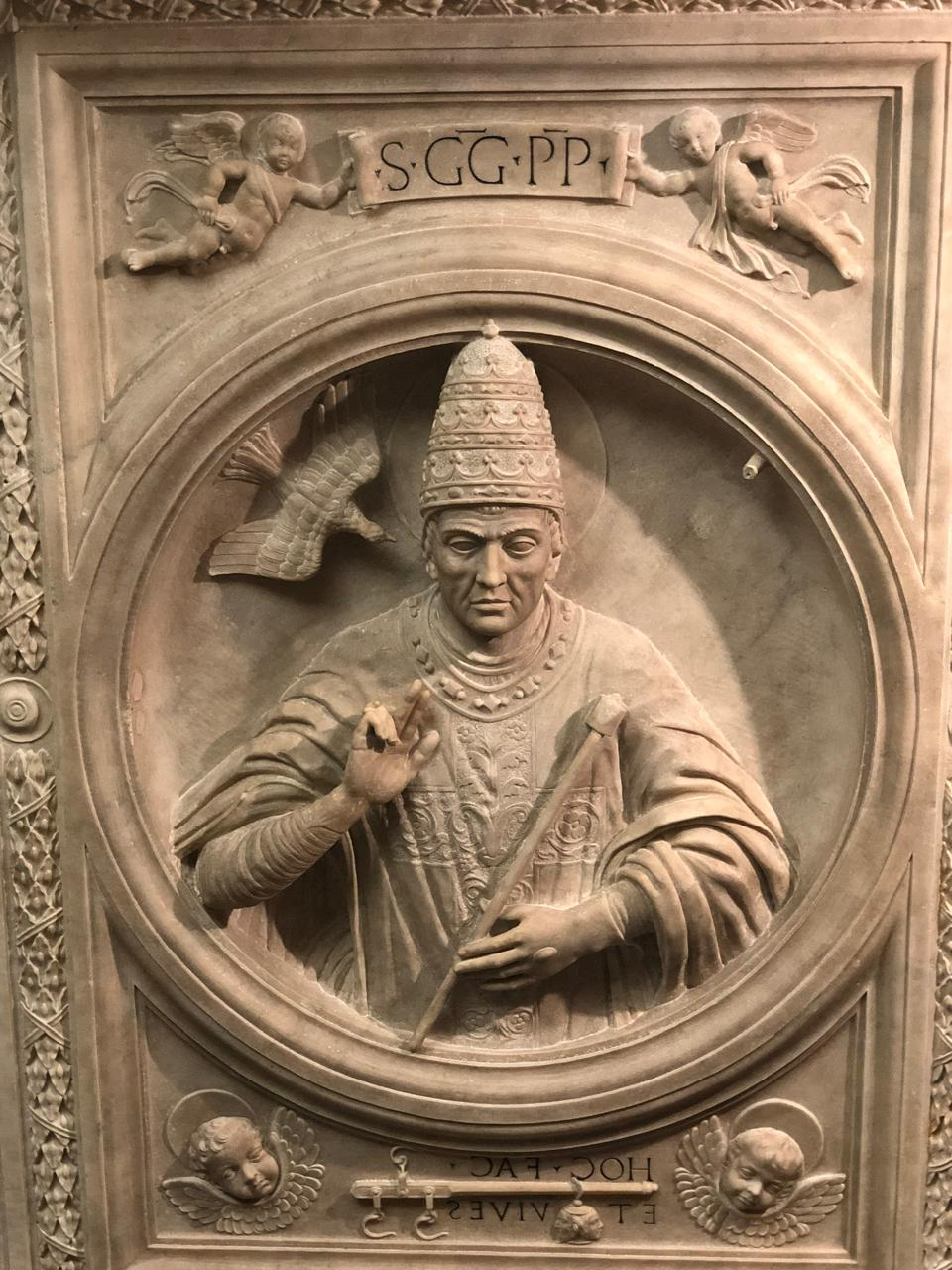
Барельеф Григория Великого в кафедральном соборе святого Ианнуария (Duomo di San Gennaro). Неаполь

Григо́рий I Вели́кий (лат. Gregorius PP. I), называемый в православной традиции Святи́тель Григо́рий Двоесло́в (лат. Gregorius Dialogus, др.-греч. Γρηγόριος ὁ Διάλογος) (ок. 540 — 12 марта 604) — папа римский с 3 сентября 590 года по 12 марта 604 года. Один из латинских великих учителей (отцов) Церкви.
Почитается Православной (день памяти — 12 (25) марта) и Католической (день памяти — 3 сентября) Церквями, Англиканским сообществом и некоторыми Лютеранскими церквями. Протестантский реформатор Жан Кальвин восхищался Григорием и считал его последним хорошим папой.
Художественно-символически изображается с папской тиарой и с голубем, символом Святого Духа, порхающим на уровне его уха.

## Происхождение
Согласно преданию, Григорий родился около 540 года в знатной и богатой сенаторской семье Анициев, представители которой уже по крайней мере целый век служили церкви: его дедом был, вероятно, римский епископ Феликс III (II) (483—492), папа Агапит I (535—536) тоже приходился ему родственником. Отец Григория Гордиан занимал видный пост в церковной администрации. Мать Сильвия, после смерти мужа жившая в уединении близ римской базилики Св. Павла, прославилась глубоким благочестием и святостью.
О деятельности Григория до восшествия на папский престол известно немногое. В молодости он изучал латинскую литературу, Священное Писание, творения Августина Блаженного, Амвросия Медиоланского, Иеронима Стридонского, но со светскими науками не был знаком и не придавал им никакого значения в богословии. Занимая различные церковные должности, создавал творения, которыми восхищались последующие западные и восточные богословы. Историк конца VI века Григорий Турский писал: Григорий «был настолько сведущ в науке грамматики, диалектики и риторики, что считали, что во всём Риме не было равного ему человека» («История франков» Х.1). А Ильдефонс Толедский говорил, что он превосходил св. Киприана красноречием, Августина Блаженного — учёностью. В 574 году был избран префектом города Рима. Но светская жизнь была не по душе Григорию и после смерти своего отца Гордиана, оставшееся ему большое имение потратил на создание Святых обителей, больниц и странноприимных домов. В Сицилии он создал шесть монастырей, снабдив их всем необходимым, а в Риме основал монастырь св. апостола Андрея и принял в нём иноческий постриг.

## Посланник в Константинополе

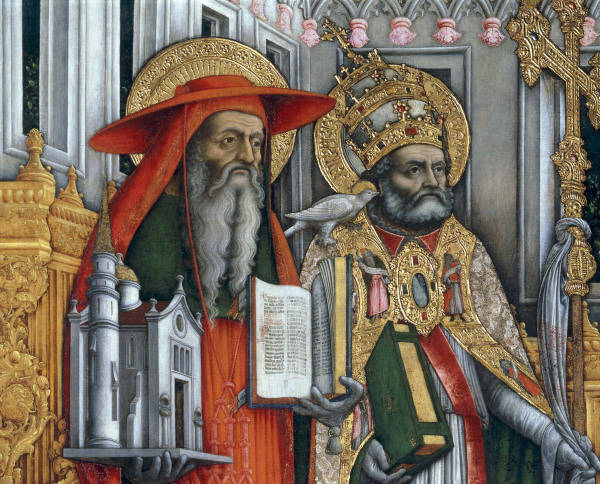
Иероним Стридонский и Григорий.

Его созерцательная жизнь во спасение души была прервана в 579 году, когда папа Пелагий II поставил его диаконом и отправил своим посланником ко двору императора в Константинополь. Григория мучили противоречивые мысли, вызванные его страстным желанием остаться под сенью монастыря и в то же время послушно служить Церкви. Как продемонстрировала в своём исследовании Кэрол Строу, он нашёл возможную разрядку этого напряжения в том, что рассматривал земное поприще, вовлечённость в мирские дела как жертву послушания Богу, которая, подобно монашескому подвигу, совершенствовала человеческий дух. На этом пути праведного христианина поджидали большие опасности, среди которых он должен был стремиться к тому, чтобы сохранить благоразумие, добродетель и душевное равновесие — баланс между созерцательной и активной жизнью. Находясь в Константинополе, Григорий продолжал жить уединённо в кругу сопровождавших его монахов из обители св. Андрея, которым в часы досуга он изъяснял библейскую «Книгу Иова».
Как представитель Римской церкви он обращался к императору Тиберию II Константину, а затем Маврикию с призывами защитить Рим от варваров-лангобардов, недавно обосновавшихся в северной Италии и в некоторых её центральных районах. Но византийские власти, ведя ожесточённые бои с персами на востоке, не могли воевать сразу на нескольких фронтах.

## Избрание на Римский престол
В 585 или 586 году Пелагий II, папа в 579—590 годах, отозвал своего посланника в Рим. А когда понтифик умер в разгар страшной эпидемии чумы, Григорий был единодушно избран его преемником. Посчитав себя недостойным занимать высокую должность епископа Рима, бежал из города, скрываясь по пустынным местам, однако был найден и возвращён в город. Считая, что эпидемия чумы распространилась в народе из-за греховного образа жизни людей, в 590 году возглавил покаянную процессию - первый в римской истории крестный ход по охваченному мором Риму с иконой Богородицы, которая позже получила название «Спасение народа Римского» (Santa Maria «Salus populi romani») и, согласно преданию, произошло чудо: когда кающиеся проходили мимо гробницы императора Адриана (ныне замок Св. Ангела) близ Ватикана, над её куполом показался «архангел Михаил, который вложил свой пылающий меч в ножны, тем самым показывая, что моления римлян услышаны на небесах, и чума прекратилась».
3 сентября 590 года, после того как было получено одобрение императора Маврикия, Григорий был посвящён в епископы Рима и стал одним из самых влиятельных людей в империи. Папская резиденция располагалась в Латеранском дворце на юге Рима, где Григорий жил в монашеском сообществе, следуя строгим правилам монастырской жизни. Предпочитая более полагаться на монахов, он удалил из администрации Римской церкви мирян и ослабил позиции клириков.

## Папа, лангобарды и Византия
В это время церковные власти приобретали всё большее влияние в Риме по мере того, как ослабевало светское правление, не способное даже организовать оборону города от лангобардов. Римская церковь взяла на себя многие государственные функции. Папа сам занимался обеспечением защиты города. На средства, полученные с церковных земельных владений, занимавших площадь от 3,5 до 4,7 тыс. квадратных километров в Италии, Африке, Галлии и Далмации, а также на островах Сицилия, Корсика и Сардиния, он снабжал сограждан продовольствием, оплачивал войска, содержал стратегические объекты, откупался от варваров, выкупал пленных, обеспечивал необходимым беженцев. Неудивительно, если и вправду после смерти Григория папская казна оказалась почти пустой: никогда ещё Римская церковь не брала на себя фактически полностью бремя светской власти.
Византийское же правительство обороняло центр имперской администрации в Италии — Равенну и её окрестности — и часто вело войну, не обращая внимание на отчаянное положение Рима и не присоединяясь к перемириям, заключённым папой на церковные средства. Дважды в течение первых трёх лет понтификата Григория лангобарды брали Рим в осаду, а папа от них откупался и побуждал имперских представителей в Италии заключить прочный мир. Однако его вмешательство в государственные дела вызывало недовольство в Константинополе, и в 595 году император Маврикий написал оскорбительное письмо Григорию, в отчаянии грозившему заключить сепаратный мир с королём лангобардов Агилульфом.
Мир был заключён в 596 году представителем папы аббатом Пробом при поддержке экзарха (главы византийской администрации в Италии) Каллиника. Тем не менее, спокойствие, безопасность и благоденствие остались в прошлом. Войны, эпидемии чумы, неурожаи, наводнения создавали ощущение приближения всемирной катастрофы, конца света. В 599 году папа пишет о близости собственной смерти: его жестоко мучит тяжкая болезнь синкопа, которая порой надолго приковывает его к постели и иссушает тело. Но он продолжает соблюдать строгую монашескую дисциплину.
Бои с лангобардами возобновились в 601 году, а наступившее затем в 603 году двухлетнее перемирие вновь сменилось войной, когда Григория уже не было в живых.
Не только проблемы военной стратегии вызывали разногласия между Константинополем и Римом. Было много других причин для взаимных обид: например, терпимость имперских властей по отношению к еретикам-донатистам в Африке или упорство Константинопольского патриарха Иоанна IV Постника, именовавшего себя вселенским.
У Григория, который, безусловно, не сомневался в духовном первенстве Римской церкви, не было представления о жёсткой церковной иерархии во главе с римским епископом. Он настаивал на том, что у папы, как преемника первого среди апостолов — Св. Петра, есть право рассматривать жалобы на церковнослужителей, подозреваемых в каком-либо нарушении. Фактически же юрисдикция Римского епископа распространялась на Италию, Сицилию, Сардинию и частично Балканы, но и здесь часто наталкивалась на сопротивление местного клира. Крупные церкви в самой Италии (Милан, Равенна, Аквилея) претендовали на самостоятельность и порой, как, например, Аквилейская церковь, совсем порывали общение с папой. Равенна, имперская метрополия в Италии, заявляла о своих правах на роль автономного церковного центра, вступая в соперничество с Римом, которое не прекращалось даже тогда, когда епископами Равеннской церкви становились римские клирики (например, близкий друг Григория Мариниан). Здесь папе в основном приходилось уступать под нажимом византийских властей.
Чем дальше от Рима, тем слабее было влияние Римского епископа и тем неопределённее его представления о местной ситуации. Так, Григорий тщетно требовал от византийской администрации в северной Африке жёстких действий по отношению к донатистам, то есть части африканской церкви, которая исторгла из своих рядов тех, кто во время гонений на христиан в начале IV в. изменил ей, и очень твёрдо отделилась от всех остальных церквей, воспринявших терпимое отношение к оступившимся в годы преследований. Однако в конце VI века в Африке уже нет былого разделения на католиков и донатистов, и донатизмом Григорий обозначает некоторые особые традиции африканской церкви и её единодушное сопротивление римскому влиянию.

## Спор о титуле вселенского патриарха

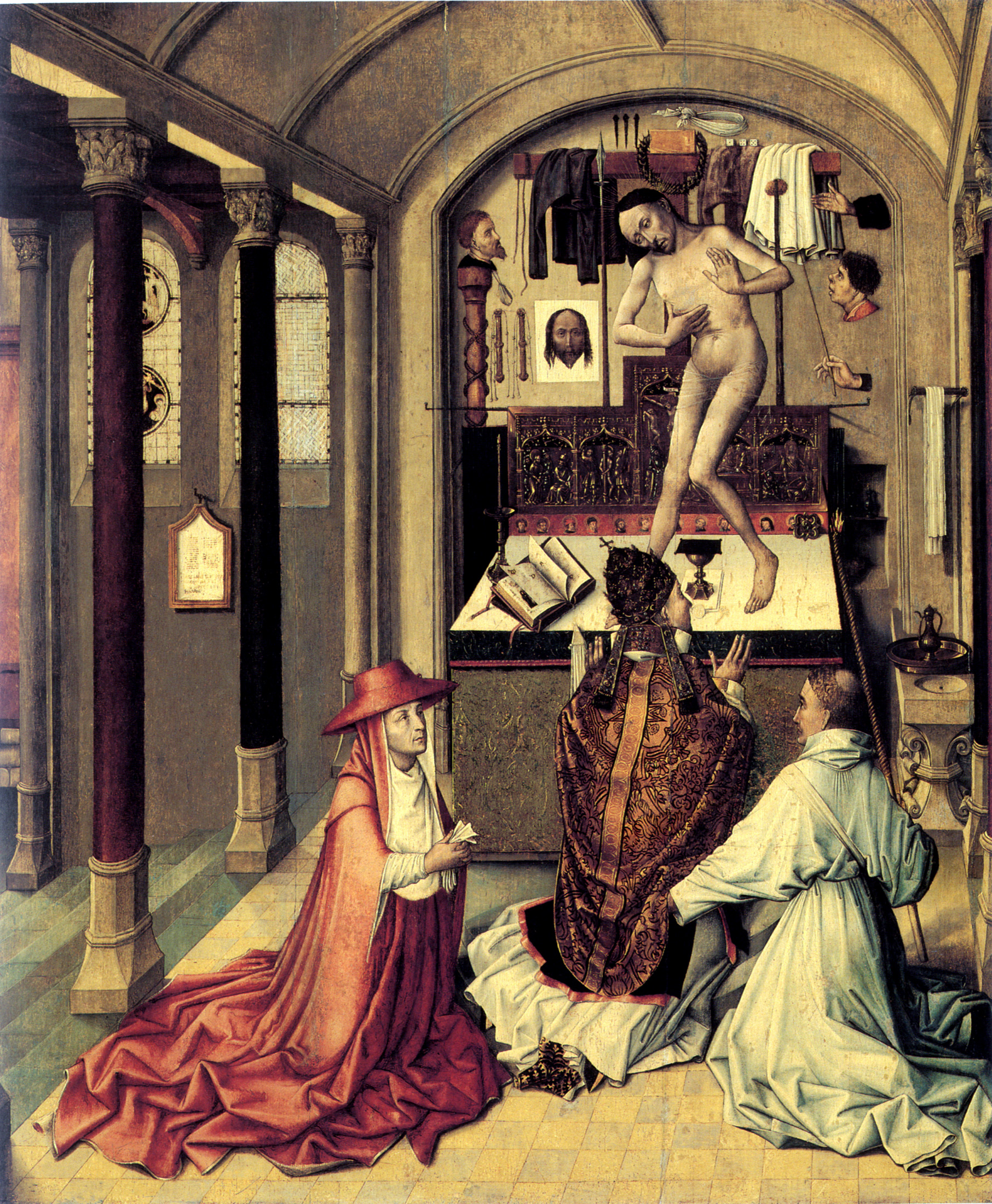
«Молитва Святого Григория», худ. Робер Кампен

Тяжело складывались отношения Римской церкви с Константинопольским патриархатом. Патриарх Иоанн IV Постник (582—595) был именован Вселенским патриархом (впервые на синоде в 587 году). Этот титул использовался византийскими иерархами с начала VI в., а в середине V в. восточные епископы величали так папу Льва Великого (440—461). Папа Пелагий II счёл его вызывающим и распорядился, чтобы римский представитель в Константинополе прекратил общение с патриархом, если тот не откажется от этого звания. Этим посланником и был будущий Григорий Великий, находившийся тогда в дружеских отношениях с благочестивым патриархом Иоанном IV Постником. Впоследствии став папой, он и сам протестовал против использования этого титула. Он указывал на то, что «беды, обрушившиеся на империю, — это результат небрежения клира своими пастырскими обязанностями, суетности тщеславного духовенства, возлагавшего на себя „антихристианские звания“, его гордыни, разрушающей правопорядок». Григорию было важно, чтобы тогда, когда его мир оказался потрясёнными до основания, даже в титулатуре и символике не было допущено превышения полномочий и нарушение законных прав. В данном случае, как, по-видимому, полагал папа, когда один из епископов заявлял о своих вселенских полномочиях, «разрушалось равенство пяти древнейших основанных апостолами архиепископств» (Рима, Антиохии, Александрии, Иерусалима и Константинополя) «при почётном первенстве Римского престола, утверждённом церковными соборами». Кроме того, для него звание — это не возможность демонстрации превосходства и власти, а призвание служить ближним, жертвовать собой и уметь подчиняться чужим интересам. Ни Иоанн IV, ни его преемник Кириак II, ни император Маврикий, грубо отчитавший папу за вмешательство в дела Константинопольского патриархата так и не удовлетворили жалоб Григория. Ниспровергатель Маврикия император Фока, издал указ, согласно которому «апостольский престол Св. Петра, то есть Римская церковь, должен быть главой всех церквей», после чего Григорий I возобновил общение с патриархом. Возможно, для контраста он, как некогда Августин, стал называть себя «рабом рабов Божьих» (лат. servus servorum Dei). Преемники же Григория сами включили эпитет «вселенский» в свою титулатуру, начиная с Бонифация III римские папы именуются католическими, то есть вселенскими.
Римский епископ с тех пор имел авторитет во всех церковных делах как на территории Римской империи, и на территориях которые империя теряла в V—VII веках.

## Церковь и империя
По мысли Григория, Церковь безусловно обладает полнотой власти для того, чтобы исполнить свою миссию обращения мира в веру Христову и его подготовки ко второму пришествию. Главная проблема заключается в том, чтобы эти полномочия исполнялись правильно, для чего необходимы подходящие правители, ведомые Богом и обладающие надлежащим благоразумием, то есть тот самый тип христианина, который гармонично сочетает в своей жизни её созерцательную сторону и активную. Светские власти являются частью церковного согласия и служат Церкви, находясь в полной власти Бога. Церковь и империя (как глаза и ноги) взаимодополняют и смиряют друг друга. При этом, конечно, на практике часты отклонения от идеальной модели, когда светские властители нарушают полагающиеся правила поведения, что Григорий не раз испытал на себе. Он считал, что и в этом случае происходит осуществление какого-то не вполне понятного смертным провиденциального плана и, например, император Маврикий, доставивший много неприятностей папе, становится орудием исправления собственных прегрешений и недостатков самого Григория. Однако лояльный подданный, в том числе и епископ, должен подчиняться поставленному свыше монарху-христианину, честно и открыто порицая его за нарушения.
История понтификата Григория свидетельствует о том, что его возможность влиять на имперские власти была довольно ограниченной и фактически сводилась к личным контактам, которыми он обзавёлся, когда был посланником при императорском дворе. Что касается варварских королей, то попытки Григория поближе привлечь их к Риму и контролировать местные церкви вряд ли можно назвать успешными. Здесь, правда, были свои большие достижения: например, крещение лангобардского принца, установление каких-то особых отношений с Испанией, где Григория очень чтили и оберегали его наследие.

## Основание церкви Англии
Важным достижением Григория I является Григорианская миссия. Во времена Римской империи в провинции Британия в христианство были частично обращены кельтские племена (бритты). После ухода римлян из Британии на её территорию в 410 — 441 годах вторгаются германские племена англы, саксы и юты, после чего христианство утрачивает свои позиции в Англии.
В 597 году Григорий послал Августина Кентерберийского в Англию, где ему удалось обратить в христианскую веру Кентского короля Этельберта и его народ. Миссия Августина является началом церкви Англии. Именно в Англии появилось первое житие Григория, написанное неизвестным монахом из Витби около 713 года.

## Сочинения

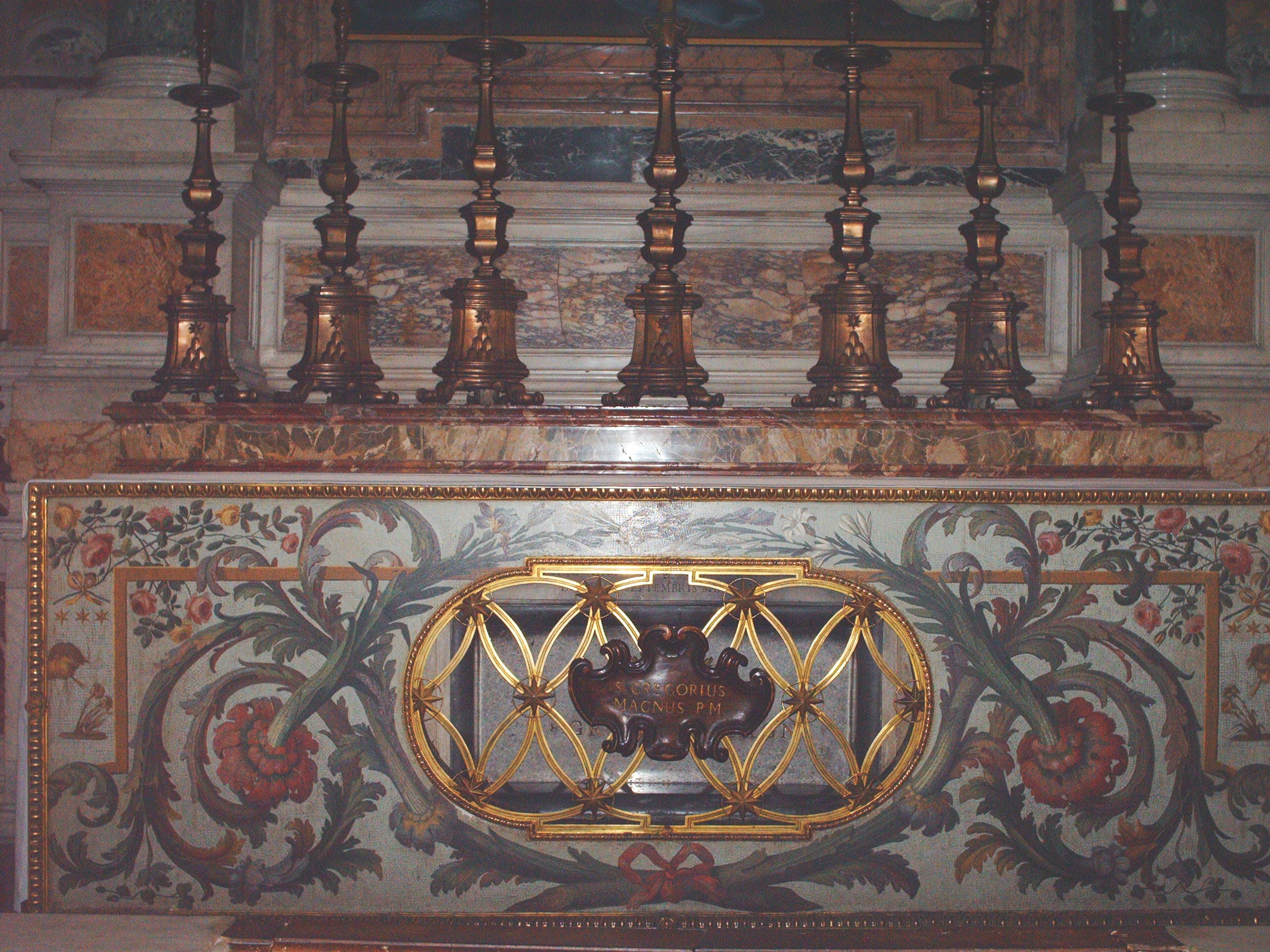
Гробница Святого Григория под престолом в Соборе Святого Петра в Риме

Своими трудами Григорий Великий, чтимый Церковью как её учитель, в значительной степени сформировал новый христианский запад на месте разделённой империи, а его толкования библейских книг, проповеди («Моралии на Книгу Иова», «Беседы на Евангелия», «Беседы на Книгу пророка Иезекииля», «Толкование на Песнь песней») и «Пастырское правило» стали неотъемлемой частью западной христианской традиции. На русский язык были переведены следующие сочинения Григория Великого (в православной традиции известного как Григорий Двоеслов): «Правило пастырское» (Киев, 1872, 1873, 1874), «Беседы на Евангелия» (Спб., 1860; новое издание М., 1999), «Беседы на пророка Иезекииля»(Казань, 1863). Григорию приписываются «Толкование на 1 Книгу царств» и «Собеседования о жизни италийских отцов и о бессмертии души» (Казань, 1858; новое издание М., 1996 и 1999), где, в частности, рассказывается о деяниях «отца западного монашества» св. Бенедикта.

## Имя «Двоеслов»
Имя «Двоеслов», закреплённое за Григорием Великим в православной традиции, связано с названием одного из его трудов — «Диалоги», или «Собеседования о жизни италийских отцов и о бессмертии души». В книге, описывающей жития италийских святых, два собеседника — редко вопрошающий (субдиакон Петр) и пространно отвечающий (Григорий).
Само же название «Двоеслов» является неверным переводом греческого Διάλογος, что в оригинале означает «Беседа» (или «Диалог»).

## Храмы в честь
- Часовня Григория Двоеслова (Посольский Спасо-Преображенский монастырь)[9],
- придел во имя Святителя Григория Двоеслова — Церковь Киприана и Иустины, Каменка[10].